# Odds Ballklubb 2020
Questa voce raccoglie le informazioni riguardanti l'Odds Ballklubb nelle competizioni ufficiali della stagione 2020.

## Stagione
Il 31 gennaio 2020, è stato ufficializzato il passaggio dell'allenatore Dag-Eilev Fagermo dall'Odd al Vålerenga. L'11 marzo successivo, Jan Frode Nornes è stato nominato al suo posto.
A causa della pandemia di COVID-19, il 12 marzo 2020 è stato reso noto che la Norges Fotballforbund aveva inizialmente rinviato l'inizio dell'attività calcistica al 15 aprile. A seguito della decisione del ministero della cultura di vietare la ripresa delle attività fino al 15 giugno, i calendari del campionato sono stati ancora rimodulati. Il 7 maggio, il ministro della cultura Abid Raja ha confermato che l'Eliteserien sarebbe ricominciata il 16 giugno. Il 12 giugno, Raja ha reso noto che sarebbe stata permessa una capienza massima di 200 spettatori. Dal 30 settembre, la capienza è stata aumentata a 600 spettatori.
Il 10 settembre 2020, la Norges Fotballforbund – dopo diversi rinvii – ha dovuto annullare l'edizione stagionale del Norgesmesterskapet, a causa dell'impossibilità di disputare tutte le partite previste a causa della condensazione del calendario del campionato. Anche il calciomercato è stato organizzato quindi diversamente, con una sessione estiva e una autunnale.
L'Odd ha chiuso la stagione al 7º posto finale. Odin Bjørtuft è stato il giocatore più utilizzato in stagione, a quota 30 presenze. Mushaga Bakenga è stato invece il miglior marcatore, a quota 15 reti.

## Maglie e sponsor
Lo sponsor tecnico per la stagione 2020 è stato Hummel, mentre lo sponsor ufficiale è stato SpareBank 1. La divisa casalinga era composta da una maglietta bianca con inserti neri, pantaloncini neri e calzettoni bianchi. Quella da trasferta era invece costituita da una maglia in due tonalità, nero e grigio, con pantaloncini bianchi e calzettoni neri.
| Casa | Trasferta |

## Rosa
| N. |                       | Ruolo | Calciatore            |
| -- | --------------------- | ----- | --------------------- |
| 1  | Norvegia (bandiera)   | P     | Sondre Rossbach       |
| 2  | Norvegia (bandiera)   | D     | Espen Ruud            |
| 3  | Norvegia (bandiera)   | D     | Fredrik Semb Berge    |
| 4  | Danimarca (bandiera)  | D     | Rasmus Minor Petersen |
| 5  | Norvegia (bandiera)   | D     | John Kitolano         |
| 5  | Norvegia (bandiera)   | D     | Birk Risa             |
| 6  | Norvegia (bandiera)   | C     | Vebjørn Hoff          |
| 7  | Montenegro (bandiera) | A     | Vladimir Rodić        |
| 7  | Danimarca (bandiera)  | A     | Kasper Lunding        |
| 8  | Norvegia (bandiera)   | C     | Markus Kaasa          |
| 9  | Norvegia (bandiera)   | A     | Mushaga Bakenga       |
| 10 | Nigeria (bandiera)    | A     | Kachi                 |
| 11 | Kosovo (bandiera)     | A     | Elbasan Rashani       |
| 12 | Norvegia (bandiera)   | P     | Egil Selvik           |
| 13 | Norvegia (bandiera)   | D     | Kevin Egell-Johnsen   |
| 14 | Norvegia (bandiera)   | C     | Fredrik Nordkvelle    |

| N. |                     | Ruolo | Calciatore              |
| -- | ------------------- | ----- | ----------------------- |
| 15 | Norvegia (bandiera) | D     | Eirik Gayi              |
| 16 | Norvegia (bandiera) | C     | Joshua Kitolano         |
| 17 | Norvegia (bandiera) | A     | Elias Skogvoll          |
| 18 | Norvegia (bandiera) | D     | Odin Bjørtuft           |
| 19 | Norvegia (bandiera) | A     | Bilal Njie              |
| 20 | Norvegia (bandiera) | A     | Tobias Lauritsen        |
| 21 | Norvegia (bandiera) | D     | Steffen Hagen           |
| 22 | Svezia (bandiera)   | A     | Robin Simović           |
| 22 | Norvegia (bandiera) | A     | Torgeir Børven          |
| 23 | Norvegia (bandiera) | A     | Marius Bustgaard Larsen |
| 24 | Norvegia (bandiera) | D     | Bjørn Mæland            |
| 25 | Norvegia (bandiera) | C     | Thomas Hallstensen      |
| 26 | Norvegia (bandiera) | C     | Filip Jørgensen         |
| 27 | Norvegia (bandiera) | C     | Syver Aas               |
| 29 | Norvegia (bandiera) | A     | Viljar Byrkjeland       |
| 30 | Norvegia (bandiera) | P     | Petter Hagen            |

## Calciomercato

### Sessione invernale(dal 09/01 al 01/04)
| Arrivi | Arrivi             | Arrivi | Arrivi     |
| R.     | Nome               | da     | Modalità   |
| ------ | ------------------ | ------ | ---------- |
| C      | Thomas Hallstensen | Florø  | definitivo |
| A      | Kachi              |        | svincolato |
| A      | Elias Skogvoll     |        | svincolato |

| Partenze | Partenze               | Partenze      | Partenze      |
| R.       | Nome                   | a             | Modalità      |
| -------- | ---------------------- | ------------- | ------------- |
| C        | Fredrik Oldrup Jensen  | Zulte Waregem | fine prestito |
| C        | Jone Samuelsen         |               | svincolato    |
| C        | Andre Sødlund          | Sandnes Ulf   | definitivo    |
| A        | Andreas Helmersen      | Rosenborg     | fine prestito |
| A        | Filip Møller Delaveris | Vitesse       | definitivo    |
| A        | Moussa Njie            | Partizan      | fine prestito |

### Sessione estiva(dal 10/06 al 30/06)
| Arrivi | Arrivi          | Arrivi | Arrivi     |
| R.     | Nome            | da     | Modalità   |
| ------ | --------------- | ------ | ---------- |
| A      | Mushaga Bakenga |        | svincolato |
| A      | Kasper Lunding  | Aarhus | prestito   |

| Partenze | Partenze       | Partenze  | Partenze   |
| R.       | Nome           | a         | Modalità   |
| -------- | -------------- | --------- | ---------- |
| A        | Torgeir Børven | Rosenborg | definitivo |

### Sessione autunnale(dall'08/09 al 05/10)
| Arrivi | Arrivi         | Arrivi        | Arrivi     |
| R.     | Nome           | da            | Modalità   |
| ------ | -------------- | ------------- | ---------- |
| D      | John Kitolano  | Wolverhampton | prestito   |
| A      | Vladimir Rodić | Hammarby      | prestito   |
| A      | Robin Simović  |               | svincolato |

| Partenze | Partenze       | Partenze  | Partenze      |
| R.       | Nome           | a         | Modalità      |
| -------- | -------------- | --------- | ------------- |
| D        | Birk Risa      | Molde     | definitivo    |
| A        | Kasper Lunding | Aarhus    | fine prestito |
| A        | Bilal Njie     | KFUM Oslo | definitivo    |

### Dopo la sessione autunnale
| Arrivi | Arrivi                | Arrivi | Arrivi     |
| R.     | Nome                  | da     | Modalità   |
| ------ | --------------------- | ------ | ---------- |
| D      | Rasmus Minor Petersen |        | svincolato |

| Partenze | Partenze              | Partenze | Partenze   |
| R.       | Nome                  | a        | Modalità   |
| -------- | --------------------- | -------- | ---------- |
| D        | Rasmus Minor Petersen |          | svincolato |

## Risultati

### Eliteserien

#### Girone di andata
| Arbitro: | Hansen Grøtta |

|                   |           |                                   |
| Børven 90’ (rig.) | Marcatori | 83’ (aut.) Nordkvelle 90’ Gussiås |

| Arbitro: | Hansen (Feda) |

|         |           |  |
| Hove 2’ | Marcatori |  |

| Arbitro: | Moen (Haugesund) |

|                                      |           |                        |
| Hoff 12’ Børven 60’, 67’ (rig.), 90’ | Marcatori | 6’ (rig.) Vilhjálmsson |

| Arbitro: | S. Smehus Kringstad (Oslo) |

|  |           |                                                        |
|  | Marcatori | 4’ Kaasa 12’ Hoff 49’ (rig.), 66’ Børven 85’ Lauritsen |

| Arbitro: | Hansen Grøtta |

|  |           |                                                             |
|  | Marcatori | 16’ (rig.) Zinckernagel 26’ Junker 47’ Høibråten 66’ Skytte |

| Skien 5 luglio 2020, ore 18:00 6ª giornata | Odd             | 0 – 0 referto | Haugesund | Skagerak Arena (200 spett.)\| Arbitro: \| Saggi (Drammen) \| |
| Arbitro:                                   | Saggi (Drammen) |               |           |                                                              |

| Arbitro: | Skjerven (Kaupanger) |

|             |           |                           |
| Vevatne 61’ | Marcatori | 17’ Lauritsen 90’ Lunding |

| Arbitro: | Aslam |

|           |           |  |
| Kaasa 53’ | Marcatori |  |

| Arbitro: | Eskås (Oslo) |

|                         |           |  |
| Coulibaly 61’ Ofkir 87’ | Marcatori |  |

| Arbitro: | Steen (Bergen) |

|                                                     |           |                              |
| Lauritsen 11’ (rig.) Ruud 37’ (rig.) Nordkvelle 90’ | Marcatori | 18’ Bolkan Nordli 43’ Bizoza |

| Arbitro: | Hansen (Feda) |

|  |           |                   |
|  | Marcatori | 42’, 87’ Kitolano |

| Arbitro: | Skjerven (Kaupanger) |

|                                    |           |           |
| Lunding 28’ Dahl Reitan 55’ (aut.) | Marcatori | 67’ Holse |

| Arbitro: | Saggi (Drammen) |

|  |           |             |
|  | Marcatori | 69’ Bakenga |

| Arbitro: | Eskås (Oslo) |

|                         |           |                       |
| Lunding 20’ Bakenga 37’ | Marcatori | 18’ (rig.) Pellegrino |

| Arbitro: | Amland (Bergen) |

|                                 |           |  |
| James 77’ Holmgren Pedersen 90’ | Marcatori |  |

#### Girone di ritorno
| Arbitro: | Hagenes (Flaktveit) |

|                                                           |           |              |
| Ruud 6’, 31’ (rig.) Bakenga 14’, 34’ Rashani 67’ Risa 90’ | Marcatori | 4’ Brochmann |

| Arbitro: | Steen (Bergen) |

|                                                                            |           |            |
| Rossbach 14’ (aut.) J. Hauge 26’ (rig.), 42’ Saltnes 31’, 58’ Boniface 56’ | Marcatori | 1’ Lunding |

| Arbitro: | Hagen (Grue) |

|                      |           |  |
| Rashani 27’ Ruud 77’ | Marcatori |  |

| Arbitro: | S. Smehus Kringstad (Oslo) |

|                                                                |           |                                       |
| Fredriksen 5’ Jos. Kitolano 87’ (aut.) Koné 90’ Ammitzbøll 90’ | Marcatori | 42’ Simović 45’, 71’ Bakenga 62’ Ruud |

| Arbitro: | Eskås (Oslo) |

|                                                            |           |             |
| Dahl Reitan 43’ Zachariassen 70’ Islamović 78’ (rig.), 83’ | Marcatori | 74’ Simović |

| Arbitro: | S. Smehus Kringstad (Oslo) |

|                                    |           |  |
| Bakenga 18’, 51’ Jos. Kitolano 58’ | Marcatori |  |

| Arbitro: | Steen (Bergen) |

|  |           |                                                  |
|  | Marcatori | 45’ Lurås Bjørtuft 64’ Egell-Johnsen 84’ Bakenga |

| Arbitro: | Hafsås (Trondheim) |

|                 |           |              |
| Ruud 50’ (rig.) | Marcatori | 65’ Dyrestam |

| Arbitro: | Saggi (Drammen) |

|                            |           |  |
| Shala 39’ Vilhjálmsson 86’ | Marcatori |  |

| Arbitro: | Hobber Nilsen (Oslo) |

|                   |           |                        |
| Jos. Kitolano 64’ | Marcatori | 52’ Schulze 82’ Kabran |

| Arbitro: | Hansen Grøtta |

|           |           |             |
| Vales 84’ | Marcatori | 55’ Bakenga |

| Arbitro: | Hagen (Grue) |

|             |           |                       |
| Rashani 20’ | Marcatori | 9’, 53’, 66’ Salvesen |

| Arbitro: | Steen (Bergen) |

|                                    |           |                       |
| Sørli 45’, 57’ Pellegrino 75’, 90’ | Marcatori | 43’, 81’, 90’ Bakenga |

| Arbitro: | Hobber Nilsen (Oslo) |

|            |           |                                                       |
| Bakenga 9’ | Marcatori | 71’ Wolff Eikrem 78’, 90’ (rig.) Omoijuanfo 83’ Bolly |

| Arbitro: | Eskås (Oslo) |

|                              |           |             |
| Taylor 45’ (rig.) Tveita 71’ | Marcatori | 66’ Bakenga |

## Statistiche

### Statistiche di squadra
| Competizione | Punti | In casa | In casa | In casa | In casa | In casa | In casa | In trasferta | In trasferta | In trasferta | In trasferta | In trasferta | In trasferta | Totale | Totale | Totale | Totale | Totale | Totale | DR |
| Competizione | Punti | G       | V       | N       | P       | Gf      | Gs      | G            | V            | N            | P            | Gf           | Gs           | G      | V      | N      | P      | Gf     | Gs     | DR |
| ------------ | ----- | ------- | ------- | ------- | ------- | ------- | ------- | ------------ | ------------ | ------------ | ------------ | ------------ | ------------ | ------ | ------ | ------ | ------ | ------ | ------ | -- |
| Eliteserien  | 43    | 15      | 8       | 2       | 5       | 28      | 22      | 15           | 5            | 2            | 8            | 24           | 29           | 30     | 13     | 4      | 13     | 52     | 51     | +1 |
| Totale       | -     | 15      | 8       | 2       | 5       | 28      | 22      | 15           | 5            | 2            | 8            | 24           | 29           | 30     | 13     | 4      | 13     | 52     | 51     | +1 |

### Andamento in campionato
| Giornata  | 1  | 2  | 3  | 4 | 5  | 6  | 7 | 8 | 9 | 10 | 11 | 12 | 13 | 14 | 15 | 16 | 17 | 18 | 19 | 20 | 21 | 22 | 23 | 24 | 25 | 26 | 27 | 28 | 29 | 30 |
| --------- | -- | -- | -- | - | -- | -- | - | - | - | -- | -- | -- | -- | -- | -- | -- | -- | -- | -- | -- | -- | -- | -- | -- | -- | -- | -- | -- | -- | -- |
| Luogo     | C  | T  | C  | T | C  | C  | T | C | T | C  | T  | C  | T  | C  | T  | C  | T  | C  | T  | T  | C  | T  | C  | T  | C  | T  | C  | T  | C  | T  |
| Risultato | P  | P  | V  | V | P  | N  | V | V | P | V  | V  | V  | V  | V  | P  | V  | P  | V  | N  | P  | V  | V  | N  | P  | P  | N  | P  | P  | P  | P  |
| Posizione | 12 | 12 | 10 | 7 | 10 | 11 | 8 | 4 | 7 | 4  | 3  | 3  | 3  | 3  | 3  | 3  | 3  | 3  | 3  | 5  | 5  | 4  | 4  | 5  | 5  | 6  | 6  | 7  | 7  | 7  |

Fonte:  Eliteserien 2020, su altomfotball.no, Altomfotball.
Legenda:

Luogo: C = Casa; T = Trasferta. Risultato: V = Vittoria; N = Pareggio; P = Sconfitta.

### Statistiche dei giocatori
| Giocatore           | Eliteserien | Eliteserien | Eliteserien | Eliteserien | Coppa nazionale | Coppa nazionale | Coppa nazionale | Coppa nazionale | Coppe europee | Coppe europee | Coppe europee | Coppe europee | Altre coppe | Altre coppe | Altre coppe | Altre coppe | Totale   | Totale | Totale      | Totale     |
| Giocatore           | Presenze    | Reti        | Ammonizioni | Espulsioni  | Presenze        | Reti            | Ammonizioni     | Espulsioni      | Presenze      | Reti          | Ammonizioni   | Espulsioni    | Presenze    | Reti        | Ammonizioni | Espulsioni  | Presenze | Reti   | Ammonizioni | Espulsioni |
| ------------------- | ----------- | ----------- | ----------- | ----------- | --------------- | --------------- | --------------- | --------------- | ------------- | ------------- | ------------- | ------------- | ----------- | ----------- | ----------- | ----------- | -------- | ------ | ----------- | ---------- |
| S. Aas              | 0           | 0           | 0           | 0           |                 |                 |                 |                 |               |               |               |               |             |             |             |             | 0        | 0      | 0           | 0          |
| M. Bakenga          | 26          | 15          | 1           | 0           |                 |                 |                 |                 |               |               |               |               |             |             |             |             | 26       | 15     | 1           | 0          |
| O. Bjørtuft         | 30          | 1           | 2           | 0           |                 |                 |                 |                 |               |               |               |               |             |             |             |             | 30       | 1      | 2           | 0          |
| T. Børven           | 4           | 6           | 0           | 0           |                 |                 |                 |                 |               |               |               |               |             |             |             |             | 4        | 6      | 0           | 0          |
| M. Bustgaard Larsen | 3           | 0           | 0           | 0           |                 |                 |                 |                 |               |               |               |               |             |             |             |             | 3        | 0      | 0           | 0          |
| V. Byrkjeland       | 0           | 0           | 0           | 0           |                 |                 |                 |                 |               |               |               |               |             |             |             |             | 0        | 0      | 0           | 0          |
| K. Egell-Johnsen    | 5           | 1           | 0           | 0           |                 |                 |                 |                 |               |               |               |               |             |             |             |             | 5        | 1      | 0           | 0          |
| E. Gayi             | 2           | 0           | 0           | 0           |                 |                 |                 |                 |               |               |               |               |             |             |             |             | 2        | 0      | 0           | 0          |
| P. Hagen            | 0           | 0           | 0           | 0           |                 |                 |                 |                 |               |               |               |               |             |             |             |             | 0        | 0      | 0           | 0          |
| S. Hagen            | 24          | 0           | 0           | 0           |                 |                 |                 |                 |               |               |               |               |             |             |             |             | 24       | 0      | 0           | 0          |
| T. Hallstensen      | 0           | 0           | 0           | 0           |                 |                 |                 |                 |               |               |               |               |             |             |             |             | 0        | 0      | 0           | 0          |
| V. Hoff             | 27          | 2           | 3           | 0           |                 |                 |                 |                 |               |               |               |               |             |             |             |             | 27       | 2      | 3           | 0          |
| F. Jørgensen        | 23          | 0           | 1           | 0           |                 |                 |                 |                 |               |               |               |               |             |             |             |             | 23       | 0      | 1           | 0          |
| F. Kaasa            | 29          | 2           | 2           | 0           |                 |                 |                 |                 |               |               |               |               |             |             |             |             | 29       | 2      | 2           | 0          |
| Kachi               | 22          | 0           | 1           | 0           |                 |                 |                 |                 |               |               |               |               |             |             |             |             | 22       | 0      | 1           | 0          |
| Joh. Kitolano       | 8           | 0           | 3           | 0           |                 |                 |                 |                 |               |               |               |               |             |             |             |             | 8        | 0      | 3           | 0          |
| Jos. Kitolano       | 27          | 4           | 2           | 0           |                 |                 |                 |                 |               |               |               |               |             |             |             |             | 27       | 4      | 2           | 0          |
| T. Lauritsen        | 20          | 3           | 1           | 0           |                 |                 |                 |                 |               |               |               |               |             |             |             |             | 20       | 3      | 1           | 0          |
| K. Lunding          | 15          | 4           | 2           | 0           |                 |                 |                 |                 |               |               |               |               |             |             |             |             | 15       | 4      | 2           | 0          |
| B. Mæland           | 5           | 0           | 0           | 0           |                 |                 |                 |                 |               |               |               |               |             |             |             |             | 5        | 0      | 0           | 0          |
| R. Minor Petersen   | 0           | 0           | 0           | 0           |                 |                 |                 |                 |               |               |               |               |             |             |             |             | 0        | 0      | 0           | 0          |
| B. Njie             | 10          | 0           | 0           | 0           |                 |                 |                 |                 |               |               |               |               |             |             |             |             | 10       | 0      | 0           | 0          |
| F. Nordkvelle       | 24          | 1           | 0           | 0           |                 |                 |                 |                 |               |               |               |               |             |             |             |             | 24       | 1      | 0           | 0          |
| E. Rashani          | 24          | 3           | 3           | 0           |                 |                 |                 |                 |               |               |               |               |             |             |             |             | 24       | 3      | 3           | 0          |
| B. Risa             | 20          | 1           | 3           | 0           |                 |                 |                 |                 |               |               |               |               |             |             |             |             | 20       | 1      | 3           | 0          |
| V. Rodić            | 10          | 0           | 3           | 0           |                 |                 |                 |                 |               |               |               |               |             |             |             |             | 10       | 0      | 3           | 0          |
| S. Rossbach         | 29          | -48         | 1           | 0           |                 |                 |                 |                 |               |               |               |               |             |             |             |             | 29       | -48    | 1           | 0          |
| E. Ruud             | 27          | 6           | 5           | 1           |                 |                 |                 |                 |               |               |               |               |             |             |             |             | 27       | 6      | 5           | 1          |
| E. Selvik           | 1           | -2          | 0           | 0           |                 |                 |                 |                 |               |               |               |               |             |             |             |             | 1        | -2     | 0           | 0          |
| F. Semb Berge       | 0           | 0           | 0           | 0           |                 |                 |                 |                 |               |               |               |               |             |             |             |             | 0        | 0      | 0           | 0          |
| R. Simović          | 13          | 2           | 0           | 0           |                 |                 |                 |                 |               |               |               |               |             |             |             |             | 13       | 2      | 0           | 0          |
| E. Skogvoll         | 3           | 0           | 0           | 0           |                 |                 |                 |                 |               |               |               |               |             |             |             |             | 3        | 0      | 0           | 0          |